# Сергеј Прокудин-Горски
Сергеј Михајлович Прокудин-Горски (рус. Сергей Михайлович Прокудин-Горский; 1863 — 1944) био је руски фотограф, хемичар (ученик Мендељејева), проналазач, члан Царског руског географског и Царског руског техничког друштва (ЦРТД). Дао је важан допринос развоју фотографије и кинематографије.

## Биографија
Прокудин-Горски провео је детињство на породичном имању Фуникова Гора. Према породичном предању студирао је на Александровском лицеју, иако документи то не потврђују. Дипломирао је на Технолошком институту у Санкт Петербургу, где је слушао предавања Мендељејева. Затим је наставио студије хемије Берлину и Паризу. Сарађивао је са познатим хемичарима и проналазачима: Моменеом и Митеом. Заједно с њима је радио на разради перспективних метода фотографије у боји.
Вративши се у Русију средином 90-их година 19. века, оженио се Аном Александровном Лавровом (1870 — 1937) — ћерком познатог руског фабриканта Александра Степановича Лаврова. Сам Прокудин-Горски постао је директор у једном предузећу свога таста. Године 1898. постао је члан фотографског одељења Царског руског техничког друштва. Већ у то време он је највећи руски ауторитет у области фотографије, и њему је поверена организација курсева практичне фотографије при ЦРТД-у.
Другог августа 1901. године у Санкт Петербургу отвара „Фотоцинкографички и фототехнички радионицу“ С. М. Прокудин-Горскога, која је имала лабораторију и редакцију часописа „Фотограф-аматер“.
У периоду од 1909. године до 1918. године, када одлази у емиграцију, Прокудин-Горски обилази многе делове Русије и фотографише. После Октобарске револуције, избегао је преко Норвешке и Енглеске у Француску, где и умире 1944. године.

## Фотографије Прокудина-Горског
Дана 13. децембра 1902. године Прокудин-Горски је објавио технику прављења слајдова у боји методом тробојне фотографије, а 1905. године је патентирао свој сензибилизатор који је био далеко супериорнији од сличних стране производње. Процедура се састојала од прављења брзог низа монохроматских слика, од којих је свака прошла кроз филтер у другачијој боји (црвена, зелена, плава). Пројектовањем све три слике монохроматске слике добијала се верна репродукција на пројекционом платну.
Прокудин-Горски је имао посебан вагон опремљен као тамна комора, и посебне дозволе од цара Николаја Другог којима је имао приступ свим деловима Царства и подршку државних органа. Својом фотографском техником начинио је преко две хиљаде фотографија, које су задивљујуће сведочанство о животу Руске Империје од 1909. до 1915. године.
Фотографије су његови наследници 1948. године продали Библиотеци америчког конгреса. Сви негативи су скенирани и колоризовани посебном техником, те је 2001. године конгресна библиотека организовала изложбу фотографија Прокудин-Горскога под називом „Империја која је била Русија“ (The Empire that was Russia).
Репродукције фотографија су данас доступне на интернету.

## Галерија
- Ентеријер православне цркве у Смоленску
- Алим-Хан (1880 — 1944), емир Бухаре
- Затвор у Авганистану 1907.
- Продавац тканина у Самарканду
- Сибирске ветрењаче
- Кинески радник на плантажи чаја у Грузији
- Жена која дроби лан (околина Перма)
- Младе руске сељанке недалеко од реке Шексне
- Нило-Столобјенски манастир на језеру Селигер, 1910. год.
- Дресина на мурманској железничкој прузи
- Аутопортрет у природи
- Аустроугарски ратни заробљеници, 1915. год.